# ROAL Motorsport
ROAL Motorport is een Italiaans raceteam dat actief is in het World Touring Car Championship. Het team werd in 2001 onder de naam Ravaglia Motorsport opgericht door  Roberto Ravaglia en Aldo Preo. Ravaglia werd in 1987 de eerste kampioen in het Wereldkampioenschap voor tourwagens.
In 2001 startte het team in het European Touring Car Championship, de voorloper van het WTCC. Hierin kwam het team uit als BMW Team Germany. Peter Kox won het superproductie klassement voor het team. Hierna kwam het team uit als BMW Team Spain en later als BMW Team Italy-Spain, met onder anderen Alex Zanardi achter het stuur.
Na de overgang van het ETCC naar het WTCC in 2005 veranderde het team naar de huidige naam. Het team bleef hier tot en met 2009 opnieuw actief als BMW Team Italy-Spain, tot het zich in 2010 terugtrok.
In 2011 keerde ROAL Motorsport terug in het WTCC, ditmaal onder eigen naam en met Tom Coronel in de gelederen.